# Disgorge (группа, Мексика)
Также существует одноимённая группа Disgorge (группа, США).
Disgorge — брутал-дэт/горграйнд группа из Мексики, основанная в 1994 году.

## История
Музыкальный коллектив Disgorge был основан в конце 1993 года Антимо Буоннано (вокал и бас), Вилли (ударные) и Эдгаром (гитара). Записав первые две демо-ленты и выпустив их на собственные средства, группа не снискала большого успеха в родной Мексике. Однако, записав шесть композиций, объединённых названием Through the Innards, коллектив обратил на себя внимание лейбла Bellphegot Records, который и выпустил запись на аудиокассете в 1995 году. После записи Blood and Pus Emanations в 1995 и выпуска в 1996 году Disgorge, при поддержке American Line Productions, отправляются в своё первое турне по Центральной Америке, посетив Коста-Рику, Никарагуа, Сальвадор и Гватемалу.
В 1997 году стараниями лейбла Perpetual Records выпускается кассетный релиз дебютного альбома Chronic Corpora Infest, год спустя выпущенный на CD American Line Productions. В 2001 году альбом был переиздан в формате двенадцатидюймовой грампластинки с добавлением бонус-треков.В 1998 году было издано Promo 98 с целью привлечения более крупных лейблов к творчеству группы, в этом же году лейблом Obliteration Records было издано демо 1996 года Blood and Pus Emanations. В 1999 году официально были выпущены первые живые выступления группы с наличием видеоряда — Oz Live!. Релиз был издан в форматах VHS и CD.
Второй полноформатный альбом Forensick выходит 7 июня 2000 года уже на известном брутальном лейбле Repulse Records. В качестве гостевого вокалиста на композиции Silks Sphincter Anal Lumen принял участие известный в дэт-метал кругах музыкант Джордж «Corpsegrinder» Фишер из Cannibal Corpse. В период с 2000 по 2001 год Disgorge активно концертировали, дав 35 концертов в 14 странах.После начала финансовых проблем у лейбла Repulse Records, группа остаётся без выпускающей фирмы, однако уже в 2001 году стараниями бразильского лейбла Lofty Storm Records выходит сплит с Cock and Ball Torture. Далее группа участвует в трибьют-альбоме группе Carcass, а в 2002 году опять участвуют на сплите, на этот раз с Squash Bowels.
В 2002 году владелец Repulse Records основывает новый лейбл Xtreem Music куда приглашает группы, которые ранее были подписаны на Repulse. Таким образом 1 февраля 2003 года на этом лейбле выходит третий полноформатный альбом Necrholocaust.

## Состав

### Настоящий состав
- Эдгар — гитара, вокал
- Gerardo — гитара, вокал
- Hector — бас
- Вилли — ударные

### Бывшие участники
- Антимо Буоннано — вокал, бас

## Дискография
- 1994 — Rehearsal 94 (репетиционная демозапись)
- 1995 — Advance Demo (демо)
- 1995 — Through the Innards (демо)
- 1996 — Blood and Pus Emanations (демо)
- 1998 — Promo 98 (промозапись)
- 1998 — Chronic Corpora Infest
- 2000 — Oz Live! (сплит с Buried Dreams, Shamash и Dies Irae
- 2000 — Forensick
- 2001 — Barefoot And Hungry/Goremassacre Perversity (сплит с Cock and Ball Torture)
- 2001 — Gorelics (сборник)
- 2002 — Grind Your Fucking Head (сплит с Squash Bowels)
- 2003 — Necrholocaust
- 2004 — Masacre Fest (Mexico City 2003-2004) (DVD)
- 2006 — Live Germany (концертный альбом)
- 2006 — Gore Blessed to the Worms
- 2011 — Morgue Metal (Split with Haemorrhage)